# Templeuve (Belgique)
Pour les articles homonymes, voir Templeuve.
 (mars 2019).
Templeuve est une section de la ville belge de Tournai, située en Wallonie picarde et en Flandre romane dans la province de Hainaut.
C'était une commune à part entière avant la fusion des communes de 1977.

## Toponymie
Le nom de la localité est attesté sous les formes :
- Templuvium en 1012 (Chronique, Li Muisi) ;
- Templuvium [Juxta Dosmerum] en 1106 ;
- Templuvium en 1145 ;
- Templuvium en 1190 (Clément III) ;
- Templeuve en Dossemez en 1291 (Guillaume de Mortagne, seigneur de Templeuve) ;
- Le Parroche de Templueve en 1292 ;
- Templeuve-lez-Dossemer en 1873.[réf. nécessaire]

Aujourd’hui, on écrit Templeuve en français et Timpleuf en picard. Templeuve, telle est l'orthographe officielle et définitive adoptée par la commission et instituée par l'arrêté royal du 10 mai 1886.
Les habitants de Templeuve avaient un sobriquet : « les plats dos » car le chœur de l'église étant disposé vers l'Est, les Templeuvois pouvaient ainsi assister à la messe, le dos à la mer contre les vents dominants.

## Géographie

### Hameaux
Bien qu’il y ait une activité commerciale importante au centre du village, Templeuve reste néanmoins un village rural divisé en hameaux plus ou moins peuplés dont voici quelques noms : Estafflers, Cazeau, Cahos, Forzeau, Rumez, Combrue, Esparqueaux.

### Situation géographique
Templeuve est un village situé sur la route qui mène de Tournai à Roubaix. Il est situé à peu près à égale distance de ces deux villes, soit une dizaine de kilomètres.
Templeuve est entouré par :
- Néchin au nord ;
- Bailleul au nord-est ;
- Blandain au sud ;
- Ramegnies-Chin à l’est ;
- la France à l'ouest avec les communes de Baisieux, Willems, Sailly-lez-Lannoy et Toufflers.

Templeuve fait partie de l'entité de Tournai.

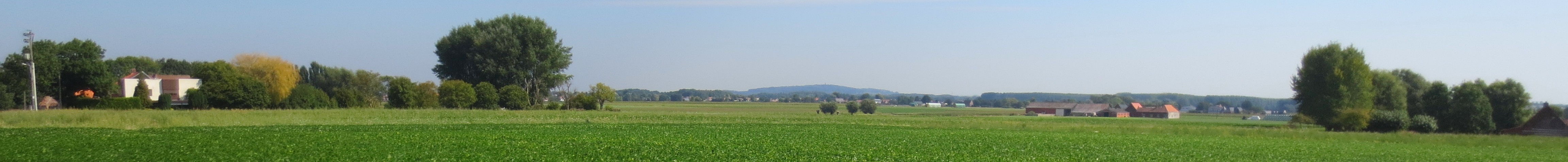
Templeuve.

### Superficie et population
La superficie de Templeuve est de 1 543 ha, soit environ 14 % du grand Tournai.
En 1801, Templeuve est un village assez peuplé : 2 999 habitants. En 1830, il passe à 3 637 habitants puis la population diminue jusqu’en 1880 pour atteindre 3 175 habitants. Elle se met à augmenter jusqu’en 1910 où l’on enregistre alors 3 321 habitants. Pendant la décennie qui suit, elle connaît à nouveau une diminution sensible de 300 habitants pour atteindre son plus bas niveau depuis 1801 avec 3 025 habitants en 1920.
Pendant les cinquante années qui suivent, le village connaît un accroissement sensible et régulier : en 1930, on compte 3 414 habitants ; en 1951, 3 541 ; en 1961, 3 612 ; le maximum est atteint en 1970 avec 3 902 habitants. Depuis la population ne cesse de diminuer : en 1980, on ne compte plus que 3 634 habitants et en 2003, Templeuve comptait 3 188 habitants.

### Évolution démographique
- Sources : INS, Rem. : 1831 jusqu'en 1970 = recensements, 1976 = nombre d'habitants au 31 décembre.

## Patrimoine et culture

### Patrimoine architectural

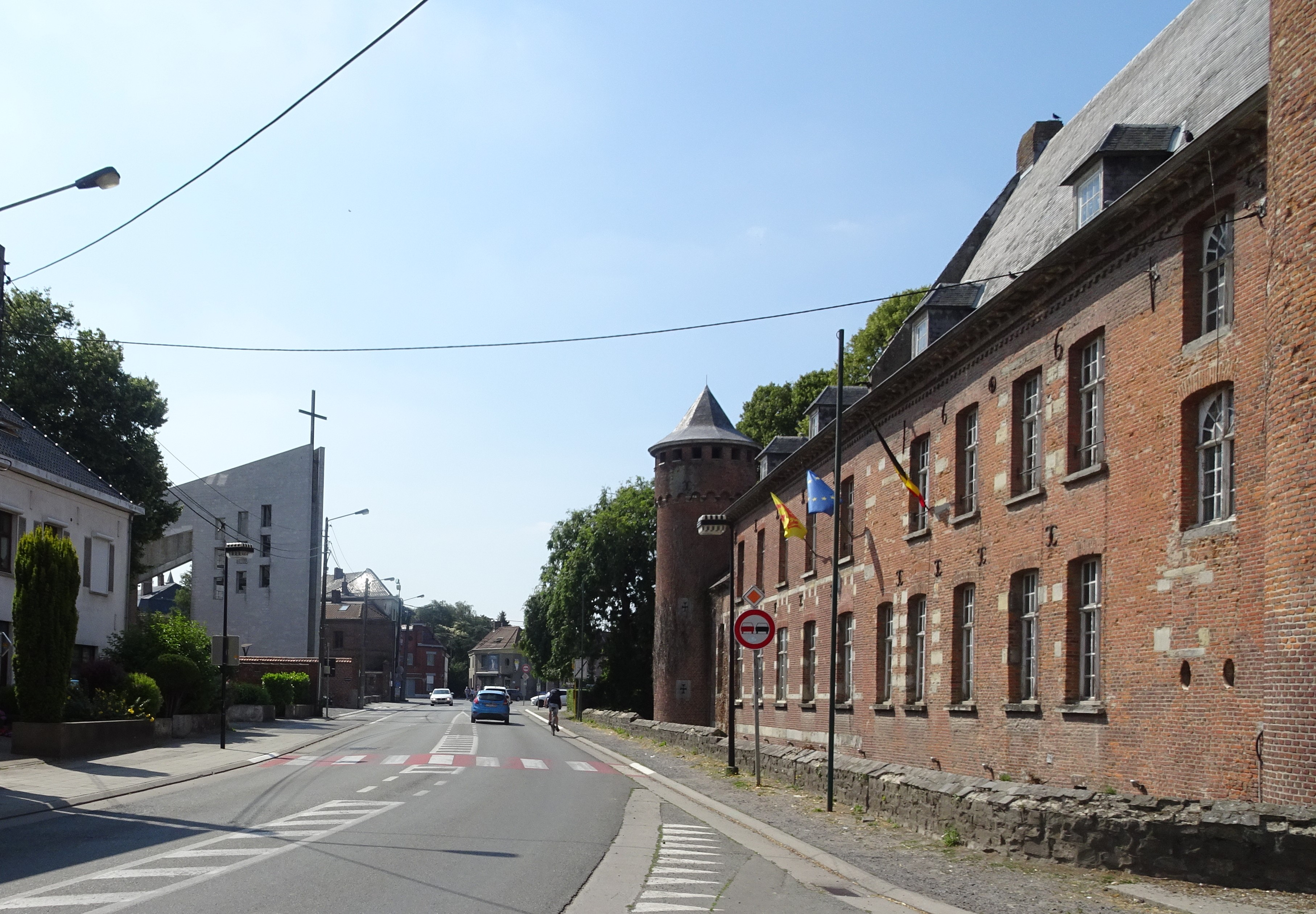
Le château Formanoir de la Cazerie, l'église est à gauche.

#### Les églises
L'histoire de la toute première église est peu connue. Nous savons qu'elle était située sur la place publique actuelle, entourée de son cimetière. Elle fut construite au XIIe siècle et fut démolie en 1874. 
La deuxième église a fait beaucoup la une des journaux. Sa première pierre fut posée le 1er juin 1868, derrière l'Auberge de la Rose, est l'œuvre de l'architecte Justin Bruyenne de Tournai.
À la suite de diverses tempêtes, son état s’est détérioré :
- le 13 novembre 1940, le clocher de 77 m s'est abattu sur la route ;
- le 21 février 1967, un clocheton s'est écrasé sur la cuisine du couvent de la Sainte-Union ;
- en novembre 1987, c'est le grand vitrail de droite qui explose à l’intérieur de l'édifice.

Au fil des années, on constate des crevasses de plus en plus importantes. À partir de 1992, il y a des chutes de plâtre plus une menace d'un petit chapiteau au centre de l'église. Le 25 mars 1995, la ville de Tournai décide de faire évacuer le bâtiment pour cause d'insécurité, ce qui fut fait lors de la cérémonie du dimanche 11 juin 1996. Le 3 juin 1998, cette église fut détruite.

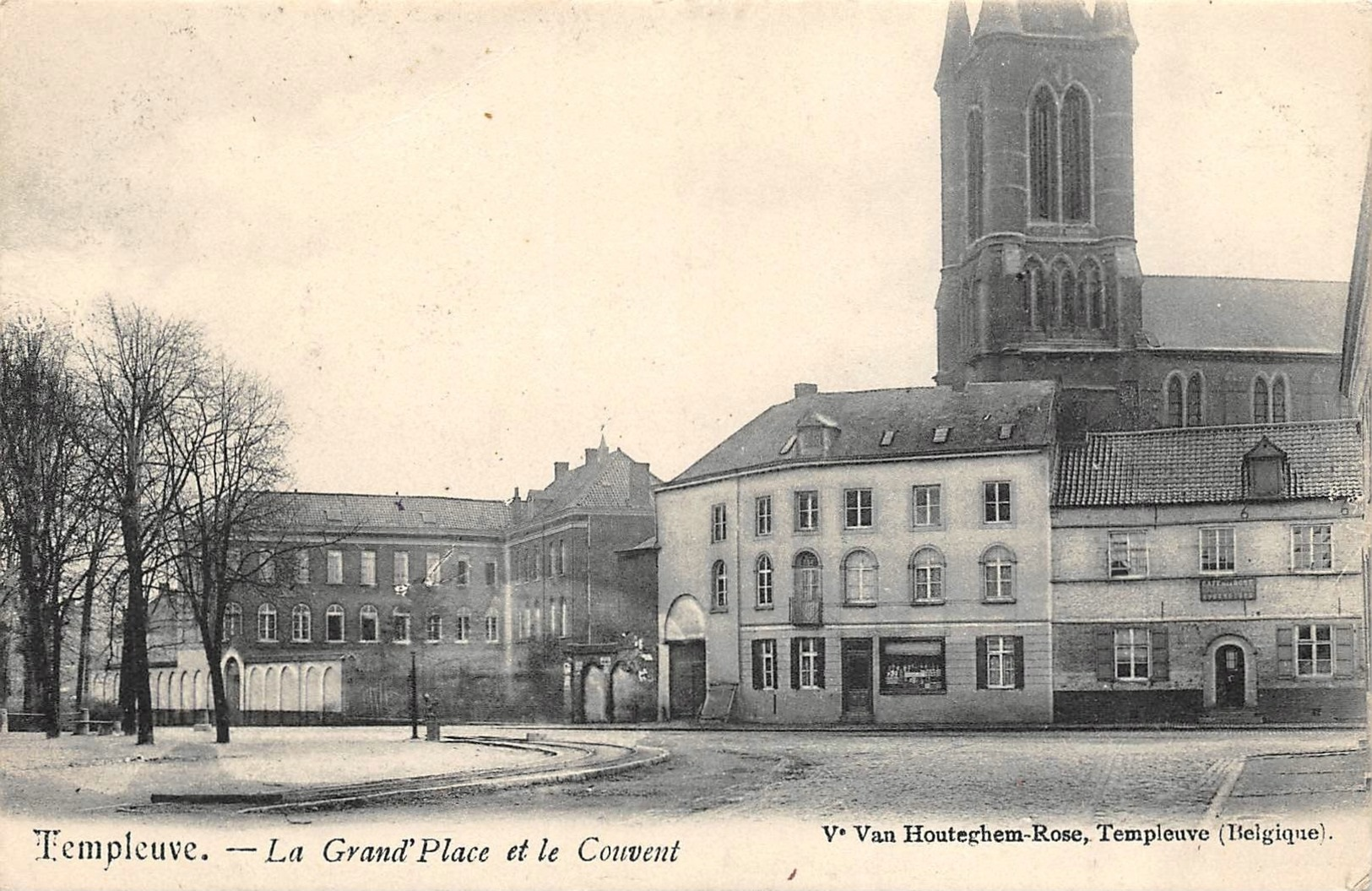
Carte postales avec l'ancienne église à droite.

Lors de sa démolition, on a récupéré les quatre cloches :
- la Marie-Francise : elle fut fondue en 1669 par Cambron de Lille et sonne le si ;
- la Marie-Thomas : elle fut fondue en 1808 par Drouot de Douai et sonne le fa dièse ;
- la Paule-Louise-Charlotte : elle fut fondue en 1951 et sonne le mi ;
- la Flore-Hubertine : elle fut fondue en 1951 et sonne le ré.

Ces quatre cloches pèsent 3 500 kg.
Actuellement, après plus de deux ans de travaux, le chantier de l’église du troisième millénaire est terminé. Elle est de style nouveau, adaptée aux besoins d'une vie paroissiale moderne. Elle a la forme d'un triangle équilatéral, une capacité d'accueil de 350 places et a coûté environ 1 250 000 €.

#### Les châteaux

##### Le château Formanoir de la Cazerie
Le château de Templeuve est un ancien château féodal de type gothique flamand. Vers 1290, Guillaume de Mortagne y construit une maison fortifiée avec une seule tour. Ses enfants agrandissent la construction au cours des années. Au début du XVIe siècle, le château prend sa forme actuelle. En 1606, Nicolas II Gantois rehausse certaines parties du château. Vers 1728, Louis-Joseph Demaizières restaure à nouveau le château.
Le château de Templeuve fut la propriété successive de 22 seigneurs répartis en quatre familles : De Mortagne, De Lannoy, De Le Cambe (dit Ganthois), Demaizières de Templeuve.  
À la fin du XVIIIe siècle, il était occupé par Pierre-Hubert de Formanoir de la Cazerie qui le légua au baron Paul Vincent Verhaegen.
C’est aux descendants de ce dernier que l'administration communale l'acheta le 15 mars 1948 pour une somme d'environ 40 000 €. On accède à la cour du château soit par le pont des douves, soit par un portail.
En 1949, le monument est classé.

##### Le château de Dossemer
Le château de Dossemer était une forteresse considérable au Moyen Âge. Vers l'An Mil, il était occupé par les comtes de Flandre. Vers 1032, on signale le nom du premier seigneur connu, Hériman de Dossemer.
Le territoire de Templeuve était réparti entre la châtellenie de Lille pour la seigneurie principale et le Tournaisis pour celle de Dossemer. La seigneurie de Templeuve était aux mains des Mortagne à la fin du XIIIe siècle et le resta jusqu'au début du XVe siècle. La suite de son histoire est des plus confuses : Dossemer, comme château fort, pourrait avoir trouvé sa fin en 1580 et le domaine serait réuni définitivement à la seigneurie principale, tenu par Demaisières, dernier seigneur de Templeuve, vers les années 1720.
Depuis 1975, cet espace de huit hectares de bois et de prairies est occupé par un particulier qui a construit sa maison sur la butte de l'ancien château. Des étangs de pêche entourent en partie la propriété.

#### L'auberge de la Rose
L'hôtel de la Rose, qui fait partie du patrimoine architectural de Templeuve, est certainement très ancien. La pierre au-dessus de la porte de l’auberge de la Rose telle que nous la voyons aujourd’hui, porte le millésime 1664, par ancres, sous la corniche. C'est une maison de type traditionnel, de style Louis XIV.
Durant trois cents ans, la Rose est restée une auberge, une étape pour les chars à bancs et les malles postes qui y trouvaient écuries pour les chevaux, tables et gîtes pour les voyageurs. Les relais furent supprimés vers 1833 et les dernières diligences passèrent en 1896.
Il y avait déjà en 1929 une intention de rénovation de la part des propriétaires, la famille Dubois-Joye. Un appui fut sollicité auprès de la Commission royale des monuments et sites et une demande de subside fut introduite auprès de l'administration communale de Templeuve. Cette demande fut rejetée le 20 septembre 1929 et les Templeuvois attendront 54 ans pour voir la restauration de cette habitation désaffectée depuis 1958.
C'est en 1973 que la Banque Bruxelles Lambert – actuellement ING – décide d'acquérir cette ancienne auberge qui une fois rénovée deviendra son nouveau siège et s'ouvrira au public en 1983.
L'ancienne auberge de la Rose, suivant l'avis 2780 de la Commission royale des bâtiments et sites, a été classée le 4 décembre 1929, dans la troisième catégorie des édifices monumentaux et civils privés.

## Économie

### Agriculture
Il y a un siècle, Templeuve était un village essentiellement agricole : on comptait dans la commune 107 fermes.  Aujourd'hui, il en reste une bonne trentaine.
Le paysage est typiquement rural. Dans la campagne qui se déroule entre les hameaux s'élèvent des fermes dispersées et entourées de champs et de prairies. Certaines de ces fermes sont très anciennes telles que :
- la Ferme de Bettignies : son origine remonterait au VIIIe siècle ; c’est une ferme-château de style flamand. Les familles Escrepont et Chuffart s'y sont succédé. Le bâtiment est classé depuis 1928. D'après la tradition, sous l'ancienne grand-porte existait un puits qui aboutissait dans la cave. C'est le point de départ d'un souterrain reliant le château de Dossemer et celui de la Royère à Néchin ;
- la Ferme de Baudimont : ancienne seigneurie appartenant à la famille des Baudimont ;
- la Ferme de Montauban : Philippe II la confia aux Jésuites de Tournai, ce qui explique le monogramme IHS (Iesus Hominum Salvator). Depuis 1747, c'est la même famille qui l'occupe ;
- la Ferme de la Belle Image ou « À la jambe de beurre », « Amo Tchentin », « Au p'tit Bet'gnies » . C'est là que naquit, en 1841, le père Alphonse Delattre qui fut professeur d'université. En 1928, une petite chapelle dédiée à Notre-Dame de Lourdes fut construite et le clergé fit apposer une plaque commémorative ;
- la Ferme de Rumez : date du début du XIVe siècle, elle appartenait au duc d'Enghien qui la passa par héritage en 1384 aux Mortagne. En 1472, Louis XI donna cette seigneurie de Rumes à l'abbaye Saint-Martin de Tournai. Dans cette ferme, naquit, en 1684, Joseph Alexis Poutrain, qui écrivit l'Histoire de Tournai qu'il dédicaça à Louis XV ;
- la Ferme de la Grenouille dite de Salpêtreux : à la fois ferme et café, le tenancier était fabricant de salpêtre (pour la poudre à canon). Il achetait pour le compte des rois Louis XV et Louis XVI des vieilles maisons pour y extraire le salpêtre des murs.

### Industrie
L'industrie n'est plus tellement florissante à Templeuve. En effet, devant l’invasion de produits finis venant de l'étranger, les deux usines textiles de Templeuve ont disparu :
- Usine Pollet, dont les bâtiments sont actuellement occupés par une entreprise de panneaux agglomérés pour meubles (Decowall) ;
- SATTA (« Société anonyme de tapis et de tissus d’ameublement ») dont les bâtiments ont été vendus à la Ville de Tournai en 1980. Celle-ci a aménagé l'usine en centre culturo-sportif.

Depuis 2004, l'industrie brassicole est réapparue. La brasserie du Verd ou du Vert Fachaux existait depuis 1752, mais la concurrence féroce, l’industrialisation et la mécanisation à outrance, la généralisation de la mise en bouteilles de 25 cl et la venue de la pils industrielle, amenèrent la brasserie du Vert à cesser ses activités en 1969.
En 2004, 35 ans après le dernier brassin, Laurent Agache, ingénieur civil des constructions, deuxième fils de Jean, s'associe avec son cousin et ami Quentin Mariage, ingénieur chimiste, pour redémarrer la brasserie. La production progresse et atteint actuellement un peu plus de 300 hℓ par an. Le but de la brasserie de Cazeau est de produire des bières typées de qualité, mais en gardant le caractère artisanal de la tradition familiale. Parmi leurs bières, La Tournay, La Tournay Noire, la Saison Cazeau et la Tournay de Noël en fin d'année (sans compter la Naïade brassée à l'occasion du carnaval de Tournai).
Autre industrie qui subsiste : les Établissements Wilfart, spécialisés dans la fabrication de ressorts et qui exportent jusqu'aux États-Unis.

### Commerce
- Au 1er janvier 2003, on recense environ 60 commerces à Templeuve.
- Centre culturo-sportif (Satta).